# Tours de l'Himalaya

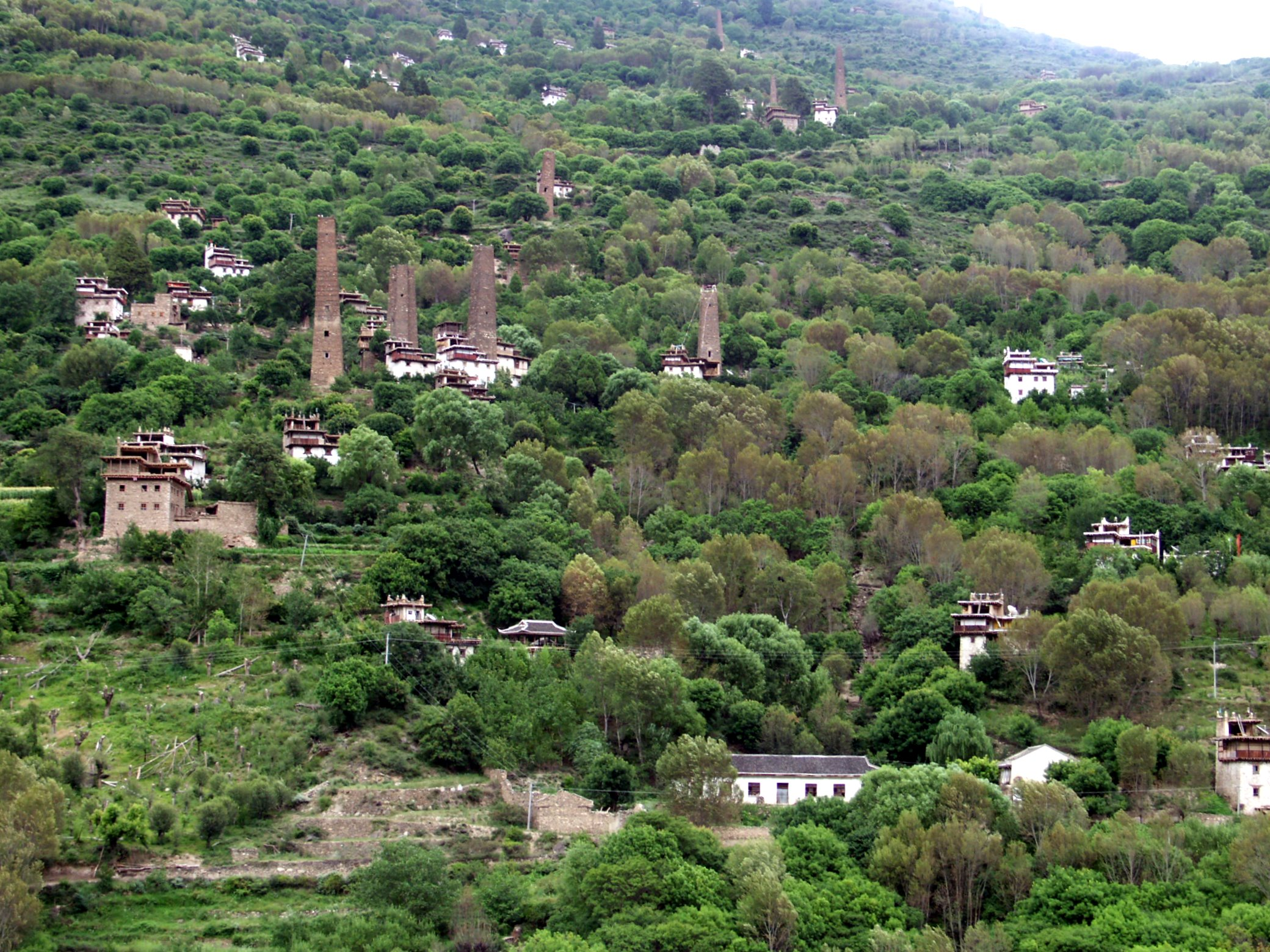
Tours dans le district de Danba, dans le Sichuan.

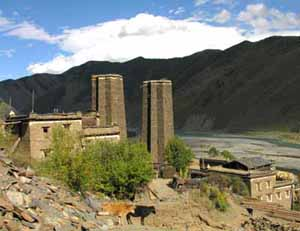
Tours du royaume des Xia occidentaux ou Minyak des Tangoutes.

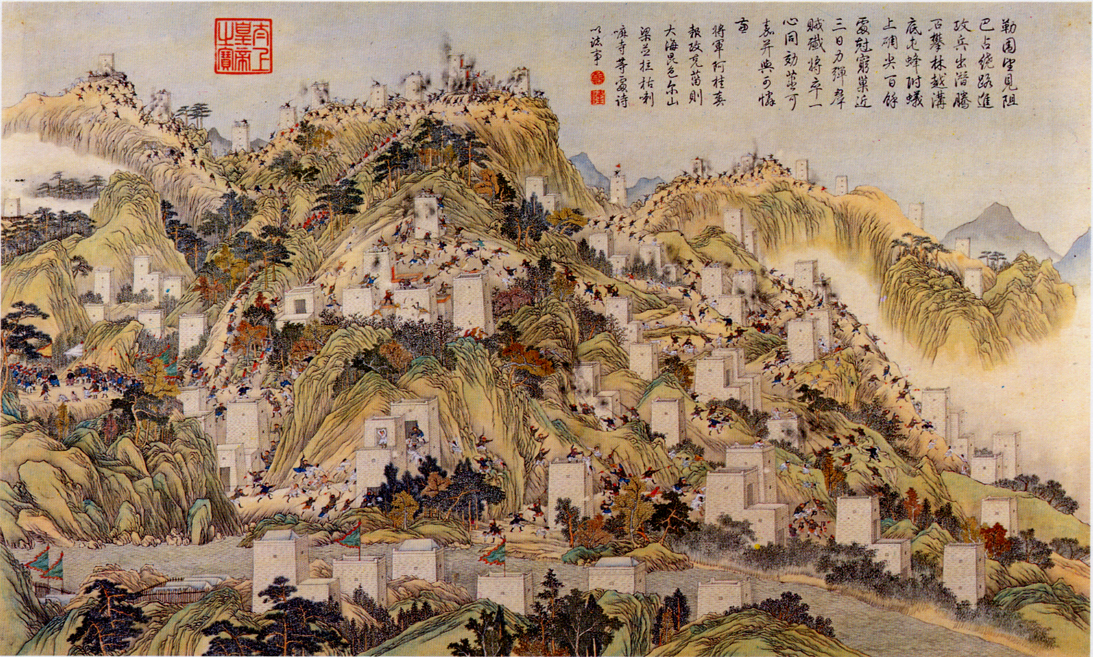
Conquête des tours par les armées mongoles et mandchoues au XVIII, lors de la campagne de Jinchuan, près du temple Ragu (拉枯喇嘛寺), dans le Sichuan, peinture des années 1770.

Les tours de l'Himalaya, ou tours du Sichuan et du Tibet, ou encore tours de pierre stelliformes de la Chine du Sud-ouest, sont de hautes tours de pierre élevées dans ce que les Tibétains appellent le Kham, une région habitée par les Tibétains (nord-ouest du Sichuan et sud-ouest du Qinghai) et les régions chinoises des Qiangs dans la province du Sichuan et dans la région autonome du Tibet. De plan extérieur carré, hexagonal, octogonal, en étoile ou en croix selon les lieux, elles ont été construites par différentes minorités (Tibétains et Qiang) peuplant ces régions.
Lorsqu'elles se dressent à des emplacements stratégiques, ce sont des tours de défense ou de guet. D'autres, édifiées dans des villages de plaine agricole à la jonction de routes commerciales, peuvent avoir servi à emmagasiner des denrées de prix. Dans les régions  de Kongpo et de Danba, les tours semblent vouées à manifester le prestige de la famille au sein de la communauté. Une thèse veut que les tours servaient à stocker les marchandises de l'ancienne Route du thé et du cheval, la chamagudao, quand les chevaux du Tibet s'échangeaient contre le thé du Yunnan et du Sichuan.
Mentionnées par l'exploratrice Isabella Bird à la fin du XIXe siècle et par l'explorateur Frank Kingdon-Ward (en) en 1935, elles furent « découvertes » par Michel Peissel en 1982 puis « redécouvertes » en 1994 et 1996 par Mathieu Col ("Derrière la Montagne" publié en 2000 chez Publibook) et vers la fin des années 1990 par l'exploratrice française Frédérique Darragon qui a fait d'elles son sujet d'étude.
Elles sont appelées en chinois en fonction du style correspondant à la minorité, pour les tours tibétaines : chinois : 藏民高碉 ; pinyin : zàngmín gāodiāo ; litt. « haute tour de pierre tibétaines », ou pour les tours qiangs : 羌族碉楼, qiāngzú diāolóu ou par ellipse, 羌碉, qiāngdiāo. Plus généralement, ce type de construction est encore appelé diao (diāo), diaofang (碉房, diāofáng) ou diaolou (碉楼, diāolóu, « bâtiment de pierre »), des mots qui ont une connotation défensive, diao signifiant « forteresses »,. 碉 est composé des clés 石 (pierre) et 周 (circonférence), signifiant qu'il s'agit de bâtisses entourées par des pierres, ce qui n'est pas le cas des maisons traditionnelles des plaines de Chine.

## Caractéristiques

### Répartition

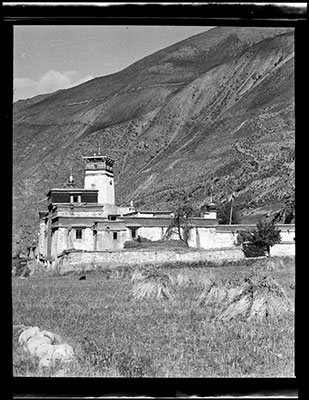
Lhodrak Sekhar Guthok, tour de Milarépa dans le Lhodrak en 1950.

Ces tours sont situées dans le Kham, au Sichuan et dans la région autonome du Tibet, dans les régions du Changthang, de Gyarong, de Minyak et du Kongpo, des zones isolées et difficiles d'accès du sud-ouest de la Chine. Elles sont érigées dans des villes, mais également dans des zones inhabitées. Au total, on dénombre un millier de tours, dont environ 250 en bon état et plus de 700 dans divers états de ruines.
Dans le Lhodrak, une région située dans le Tibet méridional, se trouve Sekhar Gutog, une tour de neuf étages construite par Milarépa comme château pour le fils de Marpa à la demande de ce dernier, elle fut conçue pour servir de tour de guet fortifiée. Toutefois, il s'avère que le Lkodrak ne fait pas partie des régions étudiées par Frederique Darragon car ne comportant pas de tours stelliformes.

### Architecture
Les tours des marches du plateau du Tibet comportent des traits caractéristiques : elles sont très hautes, pouvant attendre les 60 m de haut, et utilisent souvent un plan en étoile à 5, 6, 10, 12 ou 13 branches, bien qu'on en trouve également de forme carrée ou polygonale.

#### Tours de plan stelliforme ou carré

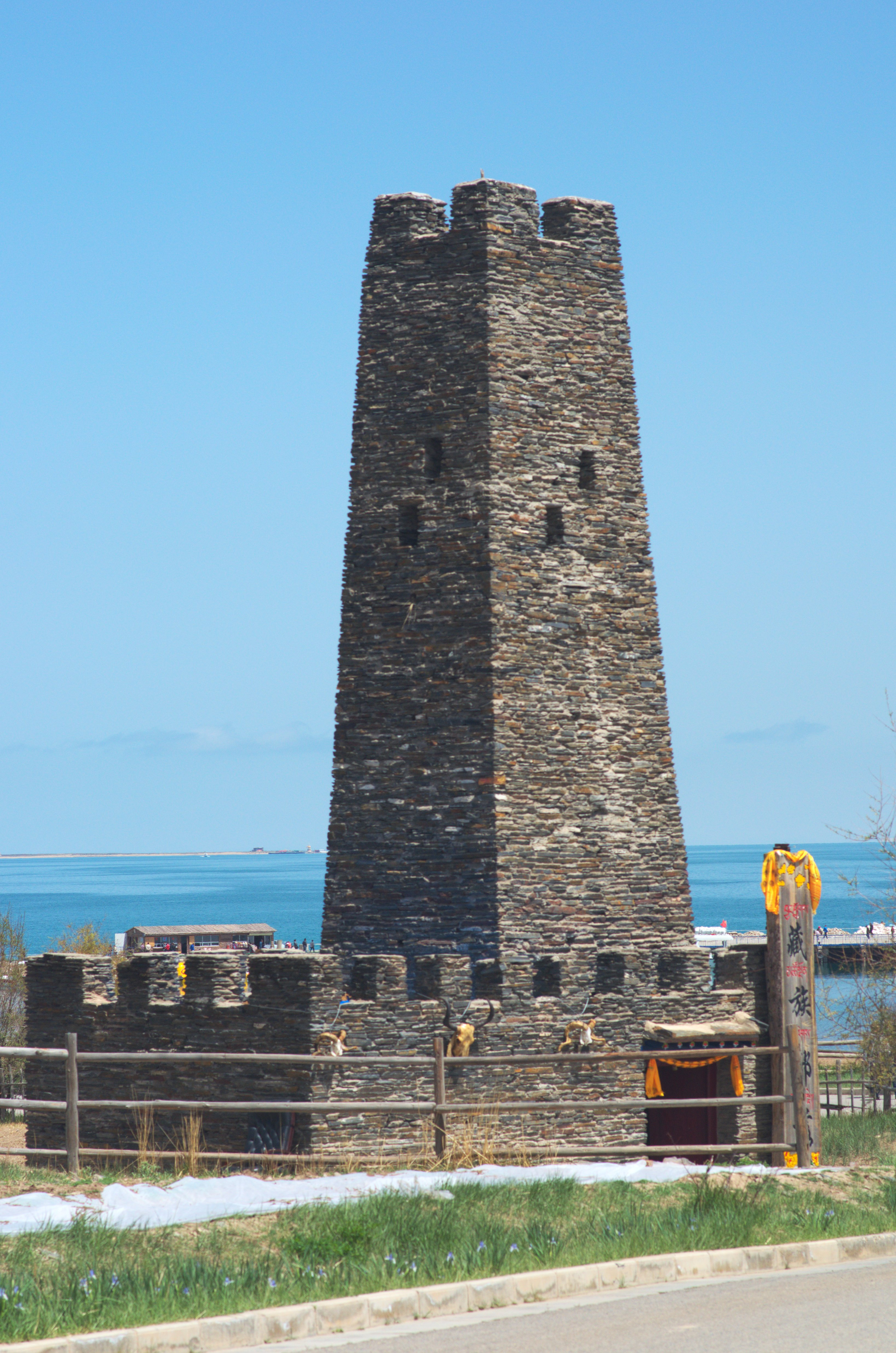
Tour carrée au bord lu lac Qinghai.

Que le plan de la tour soit stelliforme ou carré, les parois extérieures ont un fruit très marqué, caractéristique qui abaisse le centre de gravité et renforce la stabilité. L'épaisseur du mur périphérique diminue progressivement de la base au sommet.
Les pierres sont brutes (non taillées) et maçonnées avec un mortier de terre ou d'argile (il n'y a aucun ciment). Aux arêtes ou aux angles, les pierres alternent en boutisses et panneresses.
De longs tirants en bois sont encastrés horizontalement dans la maçonnerie pour en renforcer la cohésion. Ils se chevauchent souvent aux angles. (Cette technique est encore employée dans des constructions récentes.).
Les branches des tours de plan stelliforme sont comme autant de contreforts intégrés aux parois extérieures. On a comme un assemblage circulaire de très hauts piliers se contrebutant les uns les autres.
À l'intérieur, les planchers reposent sur des poutres en bois et sont reliés entre eux par des échelles en bois.
Le plan circulaire n'est jamais adopté pour les parois extérieures.
Ce type de construction ne se rencontre que dans des régions boisées, une grande tour pouvant nécessiter la coupe de plus de 50 arbres arrivés à maturité.

#### Tours de plan cruciforme
Les tours du Kongpo, dans la région autonome du Tibet, sont très différentes des tours au plan en étoile : elles sont, en gros, de plan en croix (cruciforme), et ressortissent à deux types : celles à 12 angles saillants à 90° et celles à 8 angles rentrants à 90°. La plupart de ces dernières sont effondrées.

### Fonctions
Il n'existe aucune trace écrite connue renseignant sur la création et la fonction de ces tours. Leur fonction semble varier d'une région à l'autre. Lorsqu'elles se dressent à des emplacements stratégiques, ce sont des tours de défense ou de guet. D'autres, édifiées dans des villages de plaine agricole à la jonction de routes commerciales, peuvent avoir servi à emmagasiner des denrées de prix. Dans les régions  de Kongpo et de Danba, les tours semblent vouées à manifester le prestige de la famille au sein de la communauté. Une thèse veut que les tours servaient à stocker les marchandises de l'ancienne Route du Thé et du Cheval, la chamagudao, quand les chevaux du Tibet s'échangeaient contre le thé du Yunnan et du Sichuan.

### Datation
La datation par le carbone 14 d'échantillons de bois prélevés sur les tours entre 2000 et 2003 par Frédérique Darragon indique que ces échantillons ont plusieurs centaines d'années ; par déduction les tours auraient à peu près le même âge. L'auteur reconnaît toutefois que cette technique date le bois et non pas véritablement la tour.
En 2006, Frederique Darragon indique que les structures ayant fourni des échantillons ont de 500 à 1200 ans d'âge. En 2009, elle avance que les tours stelliformes encore debout ont été édifiées de 200 à 1600 ans apr. J.-C.. Selon Emma Tassy (2011), la datation indiquerait qu'elles ont été construites entre le IVe et le XVIe siècle.
Cependant ces dates sont contestées par certains universitaires chinois qui voient plutôt dans ces bâtiments des tours défensives (diao) du XVIIIe siècle.

## Historique
Vers la fin de l'époque de la dynastie Ming (1368-1644), des érudits chinois décrivirent certaines de ces tours dans des royaumes disparus de nos jours.

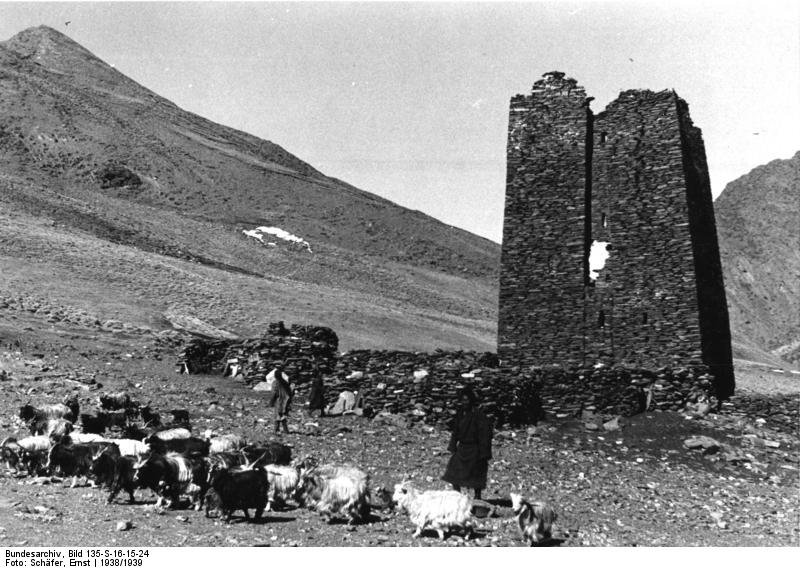
Vieux mirador du Xian de Rinbung, dans la Xigazê en 1938.

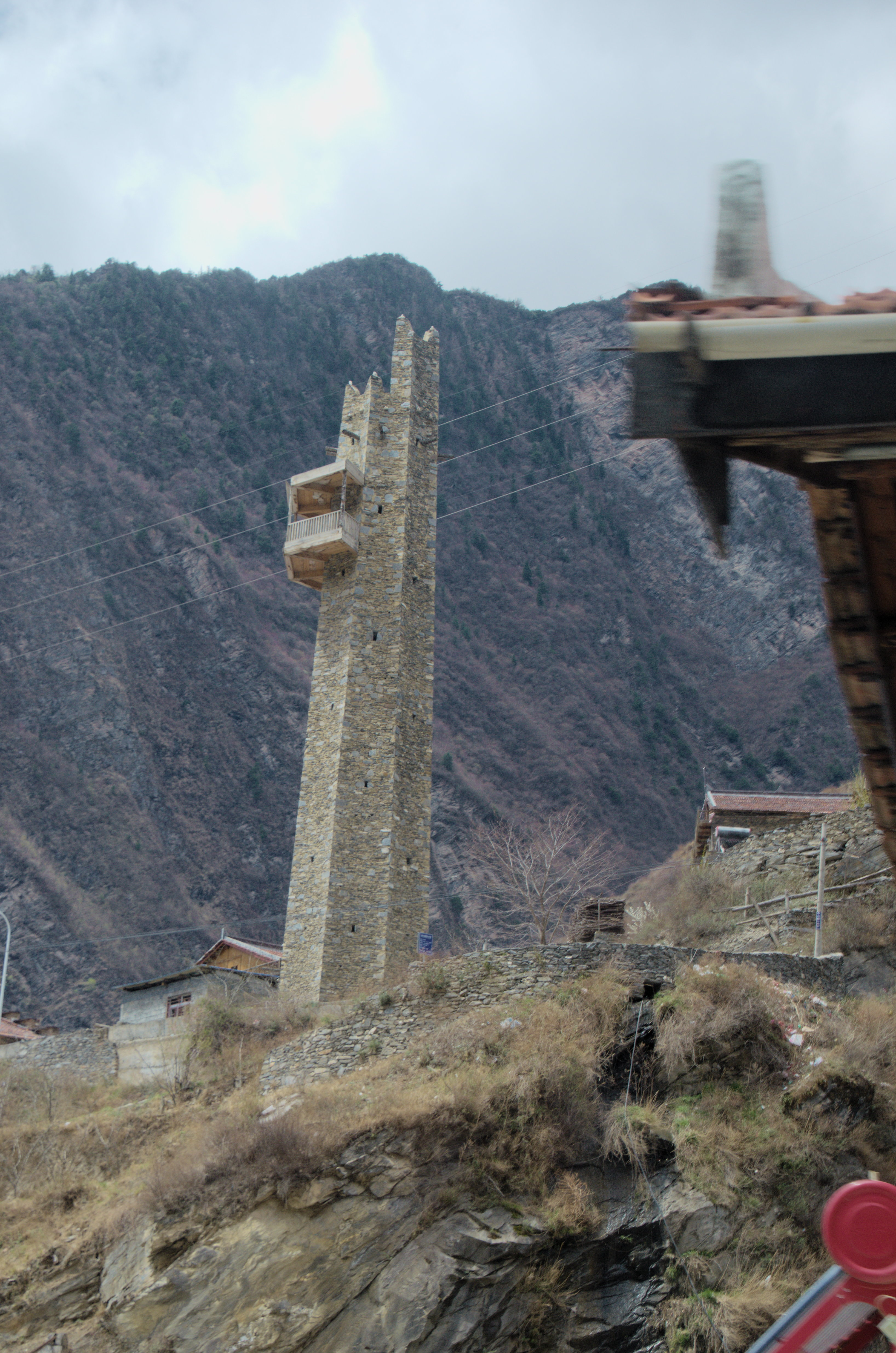
Tours de défense Qiang (Qiāngzú diāolóu) (羌族碉楼), propres à la minorité Qiang dans le Xian de Wenchuan.

Selon l'écrivain Jamyang Norbu, au XVIIIe siècle, les hautes tours de pierre et les forts de l'ancienne région de Gyalong (aujourd'hui préfectures de Ngaba et de Kardzé dans le Sichuan) jouèrent un grand rôle dans la défense des deux royaumes tibétains, indépendants et de religion Bön, de Rabden et de Tsanlha contre les forces impériales Qing soutenues par Lhassa et les guélougpas. Mais les canons de l'Empire eurent raison des forteresses. Jamyang Norbu voit dans ces tours la marque de l'habileté et de la science des Gyalongpas.
À la fin du XIXe siècle, l'exploratrice britannique Isabella Bird mentionne ces tours dans un de ses livres mais sans apporter d'éclaircissements à leur sujet.
En 1935,- l'explorateur et botaniste Frank Kingdon-Ward (en) se rendit dans le Kongpo et y remarqua les tours. Il rapporte que personne ne savait qui les avait construites.
En 1982, l'explorateur français Michel Peissel « découvre » les tours, alors mal connues, y compris dans le monde chinois, au cours d'une expédition dans la région, mais se brise les jambes et ne peut poursuivre.
Sur les conseils de Michel Peissel, à la fin des années 1990, l'exploratrice française Frédérique Darragon profite d'un séjour au Tibet pour les étudier. Elle en tire un livre et un documentaire.
Pendant la collectivisation des terres, certaines tours furent détruites et leurs pierres utilisées pour les bâtiments de la commune populaire.

## Protection et conservation
Bien qu'un responsable de la protection du patrimoine de Danba affirme que dans les années 1980 l'administration locale entreprit des travaux de protection, Frédérique Darragon observa encore des démolitions de 1998 à 2006. En août 2004, pour étudier, protéger et promouvoir les tours de la Chine de l'Ouest, elle cofonda l'Institut du patrimoine Licorne de l'université du Sichuan avec l'Institut de littérature et de journalisme de cette université. Du fait de leur état, les tours ont été incluses en 2006 dans la liste des monuments en danger du Fonds mondial pour les monuments.
Ces tours intriguent d'autant plus qu'elles ont bien résisté au tremblement de terre ayant touché le Sichuan en 2008. Après le séisme, des gens de la province du Guangdong, financèrent la restauration du Xian de Wenchuan, épicentre de la catastrophe. Ce xian, fief de la minorité Qiang, comporte de nombreuses tours. Cette manne a permis de reconstruire de nombreuses infrastructures et de créer de nouveaux tunnels, de restaurer des maisons et de nombreuses tours. On peut en dénombrer plusieurs dizaines en 2014. L'architecture des bâtiments modernes du centre ville du xian a été reconstruite en s'inspirant largement de ces tours et de l'architecture Qiang en général.